# Občina Muta
Občina Muta je ena od občin v Republiki Sloveniji z okoli 3.400 prebivalci (2020) in središčem v Muti.

## Naselja v občini
Gortina, Mlake, Muta, Pernice, Sv. Jernej nad Muto, Sv. Primož nad Muto